# Bruce Springsteens tidiga musikkarriär
Bruce Springsteens tidiga musikkarriär omfattar perioden från 1964 fram till att han fick sitt första skivkontrakt 1972. Banden bestod oftast av musiker som senare blev kända antingen som soloartister eller med andra band. Med undantag för The Castiles gav inga av hans band ut några musikalbum.

## The Castiles
Bandet bildades 1964. Ursprungsmedlemmarna var
- Frank Marziotti, bas
- George Theiss, gitarr och sång
- Paul Popkin, gitarr, sång och tamburin
- Bart Haynes, trummor

1965 kom Bruce Springsteen in i bandet på gitarr och sång.
1966 tog Bart Haynes värvning och ersattes av Vinny Maniello på trummor. Bart Haynes omkom 1967 i Vietnamkriget.
1966 ersatte Curt Fluhr Frank Marziotti på bas och Bobby Alfano gick in i bandet på orgel.
Bandet gjorde sin sista konsert den 10 augusti 1968.
The Castiles gav ut en singel med låtarna Baby I and That's What You'll Get.
Bandets manager var Gordon "Tex" Vinyard som, tillsammans med sin fru Marion, omnämns i Bruce Springsteens sång In Freehold.

## The Earth
Bandet bildades 1968 och bestod av
- Bruce Springsteen, gitarr och sång
- John Graham, bas
- Michael Burke, trummor
- Bob Alfano, orgel

Bandet gjorde sitt sista framträdande den 14 februari 1969 på klubben I.A.M.A Clubhouse i Long Branch i New Jersey.

## Steel Mill
Bandet bildades 1969 under namnet Child men fick snart byta till Steel Mill eftersom det redan fanns ett band med namnet Child. Bandet bestod ursprungligen av
- Bruce Springsteen, gitarr och sång
- Danny Federici, orgel
- Vini Lopez, trummor
- Vini Roslin, bas

1970 sparkades Vini Roslin och ersattes av Steve Van Zandt på bas. Robbin Thompson kom in i bandet på sång.
Bandet gjorde sitt sista framträdande den 23 januari 1971 på klubben The Upstage Club i Asbury Park i New Jersey.

## Dr Zoom And The Sonic Boom
Bandet bildades 1971 och upplöstes samma år. Bandet bestod av
- Bruce Springsteen, gitarr och sång
- Danny Federici, orgel
- Vini Lopez, trummor
- Steve Van Zandt, gitarr och sång
- David Sancious, keyboard
- Garry Tallent, bas
- Southside Johnny, munspel
- Bobby Williams, trummor
- Kevin Connair, motorcykel
- Danny Gallagher, monopol
- The Zoomettes, bakgrundskör

Bandet gjorde endast 2 framträdanden men uppmärksammades bland annat för att de under konserterna renoverade en motorcykel på scenen. Dessutom hade de ett pågående monopolspel under konserterna. Vem som helst fick vara med och spela om man ville.

## The Bruce Springsteen Band
Bandet bildades 1971 och spelade under namnet The Bruce Springsteen Band till 1972. Originalmedlemmarna i bandet var
- Bruce Springsteen, gitarr och sång
- Garry Tallent, bas
- Vini Lopez, trummor
- Steve Van Zandt, gitarr och sång
- David Sancious, keyboard

Bandet hade även gästspel av Harvey Cherlin, Bobby Feigenbaum, Barbara Dinkins, Delores Holmes, Francine Daniels och Carl "Tinker" West som även var deras manager.
Bruce Springsteen och Garry Tallent skulle senare bli två av ursprungsmedlemmarna i The E Street Band.